# 局所定数関数
数学において、位相空間 A から集合 B への写像 f が局所定数（きょくしょていすう、英: locally constant）とは、すべての a ∈ A に対して、a のある近傍 U が存在して、f が U 上定数となることである。

## 性質
- すべての定数関数（定値写像）は局所定数である。
- R から任意の集合 M へのすべての局所定数関数は定数関数である。なぜならば、R は連結であり、2つ以上の互いに素な開集合で覆うことができないからである。
- M が複素平面 C の連結開集合であれば、すべての局所定数正則関数 {\displaystyle f\colon M\to \mathbb {C} } は定数関数である。
- f: A → B が局所定数であれば、A の任意の連結成分上定数である。逆は局所連結空間（連結成分が開になる）に対しては正しい。
- 位相空間から離散空間への写像が連続であることと局所定数であることは同値である。
- 離散空間から位相空間への任意の写像は局所定数である。
- 1つの空間上の局所定数関数全体の集合は自然に可換環の層をなす。

## 例
- 実数全体 R から R へのすべての局所定数関数は R の連結性によって定数である。しかし、有理数全体 Q から R への関数 f を、x < π に対して f(x) = 0, x > π に対して f(x) = 1 と定義すれば、f は局所定数である（ここで次の事実を用いた：π は無理数であるから、2つの集合 {x∈Q : x < π} および {x∈Q : x > π} はともに Q の開集合である）。
- 関数 {\displaystyle g\colon \mathbb {R} \setminus \{0\}\to \mathbb {R} } を、x < 0 に対して g(x) = 0, x > 0 に対して g(x) = 1 と定義すれば、g は局所定数である。
- 符号関数は局所定数ではない。
- 階段関数は（定数でなければ）局所定数ではないが、区分的に定数である。
- 被覆写像 p: C → X が与えられると、X の各点 x に、x 上のファイバー p−1(x) の濃度を割り当てることができる。この割り当ては局所定数である。